# Нижнеполтавский сельсовет
Нижнеполта́вский сельсове́т — сельское поселение в Константиновском районе Амурской области.
Административный центр — село Нижняя Полтавка.

## История
30 сентября 2005 года в соответствии с Законом Амурской области № 72-ОЗ муниципальное образование наделено статусом сельского поселения.

## Население
| 2002  | 2010  | 2011  | 2012  | 2013  | 2014  | 2015  |
| ----- | ----- | ----- | ----- | ----- | ----- | ----- |
| 1558  | ↘1235 | ↘1233 | ↘1223 | ↘1192 | ↗1203 | ↘1192 |
| 2016  | 2017  | 2018  | 2019  | 2020  | 2021  |       |
| ↘1171 | ↘1167 | ↗1177 | ↘1165 | ↘1143 | ↗1183 |       |

## Состав сельского поселения
| № | Населённый пункт | Тип населённого пункта       | Население |
| - | ---------------- | ---------------------------- | --------- |
| 1 | Нижняя Полтавка  | село, административный центр | ↗1183     |